# Ana Beatriz Nogueira
Ana Beatriz Soares Nogueira (Río de Janeiro, 22 de octubre de 1967) es una actriz y directora brasileña.

## Biografía
Comenzó a actuar en el escenario del Teatro Amador Andrews College (Río de Janeiro), con los maestros María Padilla y Miguel Falabella.
Su debut en el cine en el papel de una chica con personalidad masculina en la película de Vera 1987, el director Sergio Toledo, le valió premio a la mejor actriz en varios festivales.
Ha participado en varias telenovelas y películas. Sus últimas actuaciones en telenovelas han sido en la televisión Globo. Recientemente produjo el corto Agujeros en la película Sofá. En la película Villa-Lobos - Una Vida de Pasión interpretó a la primera esposa del compositor Villa-Lobos.
En 2008, interpretó a la ama de llaves Frau Herta, en la novela Ciranda de Piedra. Al año siguiente interpreta a su personaje más prominente en Pasaje a la India. En 2011 hizo de Eva en La vida sigue
En 2012 interpretó a Rachel en La guerrera. Al año siguiente actuó en Saramandaia en la que interpreta a la comadrona Maria Aparecida.
En 2014, hizo de Selma en la nueva novela Familia. Aunque muy criticada por su edad real, y en la novela, tiene elogios por su actuación.

## Filmografía
Televisión
- 1984 - Santa Marta Fabril S.A.
- 1986 - Manía de Querer .... Teca
- 1988 - O Pagador de Promessas
- 1989 - Kananga do Japão .... Alzira
- 1991 - Felicidade .... Selma
- 1991 - O Sorriso do Lagarto .... Evangelina
- 1992 - As Noivas de Copacabana .... Fátima
- 1995 - Você Decide (episódios "Veneno Ambiente" e "O Jogador")
- 1996 - El rey del ganado .... Jacira
- 1997 - Anjo Mau .... Maria Eduarda Medeiros (Duda)
- 1999 - Andando nas Nuvens .... Marta
- 2001 - Estrela-Guia .... Esperança
- 2003 - Celebridad .... Ana Paula Diniz Moutinho
- 2003 - La casa de las siete mujeres .... Dona Rosa
- 2004 - Sob Nova Direção (episódio: "O Pavor Está no Ar")
- 2005 - Essas Mulheres .... Leocádia Duarte
- 2006 - Bicho do Mato .... Lili Sampaio
- 2008 - Ciranda de Pedra .... Frau Herta
- 2009 - India, una historia de amor .... Ilana Gallo Goulart
- 2011 - Insensato corazón .... Clarice Cortez[1]
- 2011 - La vida sigue .... Eva Fonseca[2]
- 2012 - La guerrera .... Rachel Flores Galvão[3][4][5]
- 2013 - Saramandaia .... Maria Aparecida Moreira (Maria Aparadeira)[6]
- 2014 - La sombra de Helena .... Selma Fernandes[7][8]
- 2015 - Além do Tempo .... Emília Di Fiori
- 2016 - Rock Story .... Néia
- 2024 - Mania de Você .... Moema[9]

### Cine
- 1987 - Vera[10]
- 1990 - Stelinha
- 1991 - Matou a Família e Foi ao Cinema
- 1995 - Jenipapo .... Márcia
- 2000 - Villa-Lobos - Uma Vida de Paixão .... Lucília
- 2001 - Copacabana .... Salete (jovem)
- 2002 - Lara .... Marta
- 2002 - Poeta de Sete Faces
- 2002 - Querido Estranho .... Teresa
- 2004 - O Diabo a Quatro .... Andréa
- 2004 - O Vestido .... Angela
- 2006 - Mulheres do Brasil ... Mãe de Ana

### Teatro
- 2007 - Fala Baixo Senão Eu Grito....[11]

#### Como Productora
- 2007 Fala Baixo Senão Eu Grito.... (Productora principal)[11]

### Premios y distinciones
Festival Internacional de Cine de Berlín
| Año  | Categoría                                       | Película | Resultado |
| ---- | ----------------------------------------------- | -------- | --------- |
| 1987 | Oso de Plata a la mejor interpretación femenina | Vera     | Ganadora  |

- Por su actuación enVera, ganó premios de mejor actriz en Festival de Brasília de 1986, en Festival de Berlim de 1987 y en Festival de Nantes de 1987.[10]

Festival de Gramado (Brasil)
- Melhor atriz coadjuvante, por Stelinha.
- Melhor atriz coadjuvante, por Matou a família e foi ao cinema.